# Metafiton

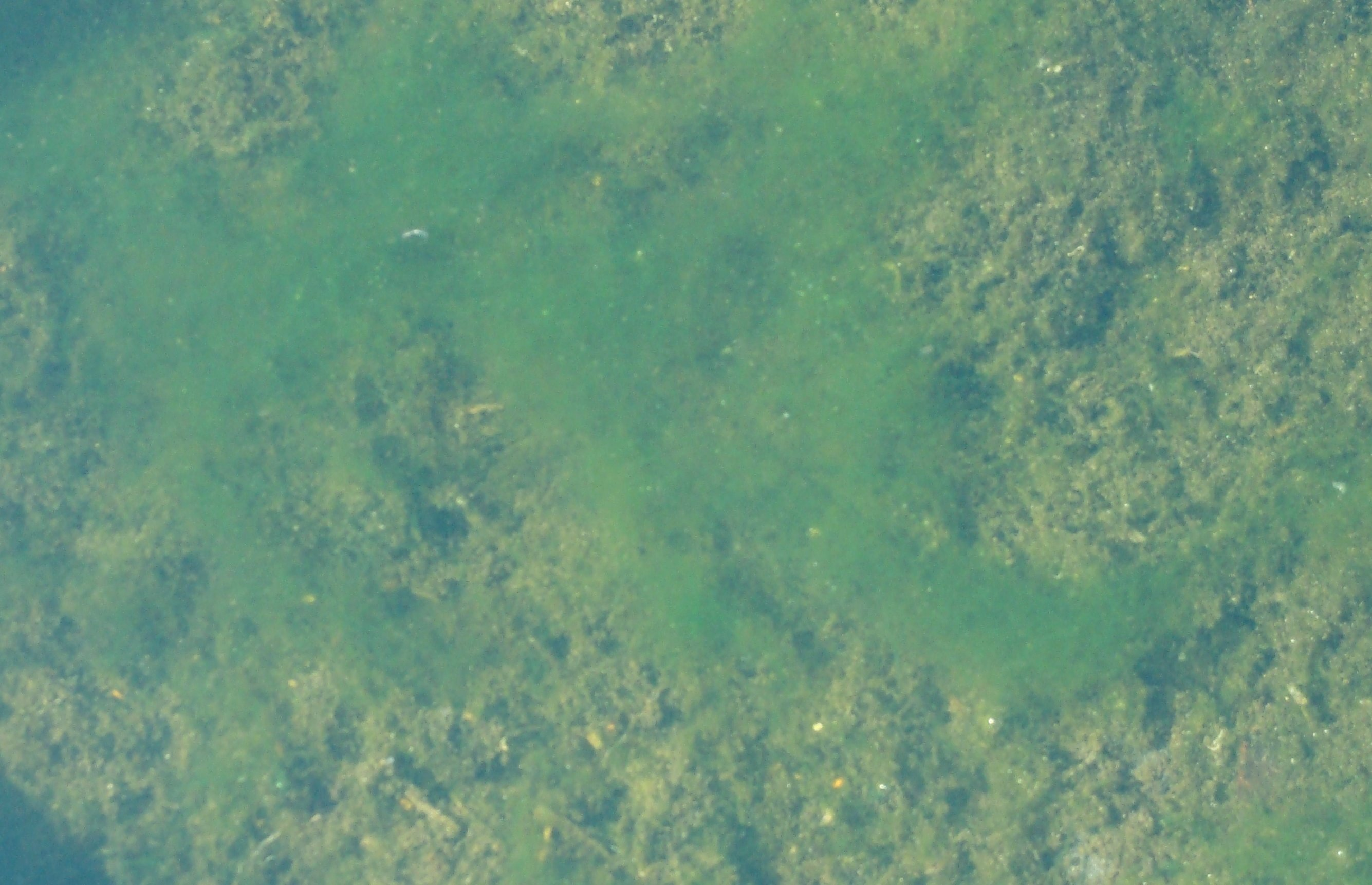
Mata tworzona przez skrętnicę

Metafiton – zbiorowisko mikroskopijnych organizmów występujących pośród widocznych gołym okiem skupisk nitkowatych glonów. Makroskopowe glony pleustonowe (często zielenice) i luźno związane z nimi organizmy metafitonowe (epifityczne) tworzą skupienia przypominające strukturą watę. Zwykle występuje w litoralu jezior. Organizmu tego zespołu mogą rozwijać się bardzo intensywnie, wywołując zakwity. Maty metafitonu mogą powstawać w strefie przydennej, jako element bentosu, po czym na skutek wytwarzania pęcherzyków tlenu na drodze fotosyntezy, unoszone są ku powierzchni wody. Gatunki metafitonowych glonów często mogą występować również jako element bentosu lub planktonu. Ich skład zależy od nasłonecznienia, a więc w różnych warstwach maty występują różne gatunki. Okrzemki z rodzajów Cymbella i Encyonema preferują lepsze warunki świetlne, podczas gdy z rodzajów Gomphonema, Cocconeis i Fragilaria preferują mniej oświetlone warstwy. Skład gatunkowy i lokalizacja związane są również z dostępnością biogenów. Maty glonów nitkowatych, zatrzymując część promieniowania ultrafioletowego, ułatwiają przetrwanie w wodzie organizmom bardziej na nie wrażliwym, w tym bakteriom kałowym.